# Duke Ellington

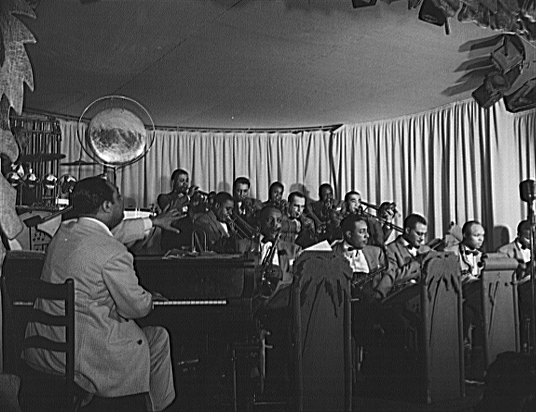
Duke Ellington (1899-1974)

Edward Kennedy "Duke" Ellington (n. 29 aprilie 1899, Washington, D.C., District of Columbia, SUA – d. 24 mai 1974, New York City, New York, SUA) a fost un compozitor și pianist american. De-a lungul timpului a fost conducătorul mai multor formații de jazz. După ce și-a înființat propria sa formație muzicală, a fost primul care a folosit vocea umană ca pe un instrument muzical. De-a lungul vieții a scris peste 2000 de cântece și compoziții, de la jazz la muzică religioasă și muzică clasică. A compus muzică pentru patru filme. A susținut concerte în săli renumite, precum la Carnegie Hall din New York, Filarmonica din San Francisco și Opera din Chicago.

## Legitimitate
Marele său merit este acela al extinderii granițelor jazz-ului mai mult decât orice alt muzician, dar fără a renunța câtuși de puțin la adevărata esență a acestei muzici. De-a lungul a 6 decenii, între 1920 și 1970, Duke Ellington și-a extins în mod continuu țelul și aria de exprimare, devenind un punct aparte și special în lumea jazz-ului: un adevărat compozitor. Și-a înființat formația în 1924 în orașul natal, Washington DC.
Astăzi, orchestra "Duke Ellington" este condusă din nou de un Ellington, anume de Paul Mercer, nepotul marelui Duke. Orchestra a preluat moștenirea muzicală a lui Duke Ellington. Ea concertează de peste 8 ani în actuala formulă, pe toate continentele globului. Orchestra cuprinde atât tineri interpreți cât și veterani ai vechii trupe conduse de Duke Ellington, printre care Barrie Lee Hall (trompetă).
Una din cele mai cunoscute melodii ale lui Duke Ellington în România este "Caravan". 